# Outrage (2010)
De internationaal onder de naam Outrage uitgebrachte film Autoreiji (アウトレイジ) is een Japanse yakuzafilm van de regisseur Takeshi Kitano, die - traditiegetrouw in zijn films - zelf ook meespeelde. Outrage maakte kans op een Palme d'Or op het filmfestival van Cannes, in 2010.
De film was in Nederland te zien op het Internationaal Film Festival Rotterdam (IFFR). In 2012 volgen een opvolger van de film, Beyond Outrage.

## Verhaal
De film begint met een banket op het landgoed van yakuzabaas Sekiuchi (Soichiro Kitamura), hij is de leider van het Sanno-kai misdaadsyndicaat. Zij hebben de macht over de hele regio Kanto. Sekiuchi heeft voor het banket alle leiders uitgenodigd die trouw aan hem hebben beloofd. Na de formele afronding van het banker neemt Kato, Sekiuchi's luitenant een van de aanwezigen apart. Yakuzaleider Ikemoto krijgt van hem te horen dat de organisatie niet zo blij is met de vriendschap van Ikemoto met Murase, een rivaal. De vriendschap tussen de twee is in de gevangenis ontstaan. Ikemoto krijgt simpelweg te horen dat de organisatie van Murase tot de orde moet worden gebracht.
Buiten staan de sergeanten van Ikemoto zelf te wachten, waaronder Otomo (Takeshi Kitano), die zijn eigen mannen heeft. Otomo krijgt van Ikemoto de taak er voor te zorgen dat er aan het verzoek van de hoogste baas gehoor wordt gegeven.
Vrij snel na die eerste order is er een incident in een nachtclub. In de club van Murase wordt een man opgelicht, voor ongeveer een miljoen yen. Al snel blijkt dit een truc van de 'klant', die in werkelijkheid bij Ikemoto's 'familie' hoort. Het feit dat een rivaal wordt opgelicht moet de gewenste spanningen opleveren die voor een geldige reden zullen moeten zorgen om de organisatie van Ikemoto aan te vallen. Murase heeft zelf nog steeds geen idee dat hij bij de hoogste baas van het Sanno-kai syndicaat uit de gratie ligt. Hij probeert dan ook via Ikemoto de situatie te sussen, niet wetende dat Ikemoto juist doelbewust de spanningen laat oplopen om gehoor te geven aan zijn orders. Hij accepteert de adviezen van Ikemoto dan ook, zonder daar iets achter te zoeken. Ze hebben toch immers in de gevangenis een verbond gesmeed? Door steeds toe te geven wordt de positie van Murase steeds zwakker, en hij raakt zelf zwaar gewond aan gebit en kaak tijdens het conflict.
In een incident na de oplichting in de nachtclub wordt het gezicht van Kimura, een onderbaas in Murase's groep, grof toegetakeld. Wanneer de rust eindelijk terugkeert zijn Ikemoto en Murase uiteindelijk beide dood. Otomo zit vast in een extra beveiligde gevangenis. De nog steeds zwaar gehavende Murase blijkt in diezelfde gevangenis te zitten en neemt wraak voor de littekens op zijn gezicht: hij steekt Otomo tweemaal in zijn buik met een zelfgemaakt mes. Op hoger niveau blijken ook nieuwe ontwikkelingen in gang gezet door de veranderende machtsverhoudingen. Kato, die de positie van zijn baas op het oog heeft, vermoordt Sekiuchi en blijft over als de nieuwe leider van het syndicaat.

## Rolverdeling
- Takeshi Kitano (Beat Takeshi) als Otomo
- Kippei Shiina als Mizuno
- Ryo Kase als Ishihara
- Tomokazu Miura als Kato
- Jun Kunimura als Ikemoto
- Tetta Sugimoto als Ozawa
- Takashi Tsukamoto als Iizuka
- Hideo Nakano als Kimura
- Renji Ishibashi als Murase
- Fumiyo Kohinata als Detective Kataoka
- Soichiro Kitamura als Sekiuchi
- Yuka Itaya als de vriendin van Otomo's
- Naoko Watanabe als de vriendin van Mizuno's
- Sachiyo Tanahashi als hostess

## Productie
De opzet van Outrage is commerciëler dan een aantal films die Kitano hiervoor maakte. Hij maakte de film dan ook met als enige opzet een goede vermakelijke film te produceren. Hij wilde niet per se terug naar zijn begintijd, maar noemde yakuzafilms "een genre waar ik talent voor heb". Tijdens het schrijven van het script bedacht Kitano eerst de manier waarop alle karakters zouden sterven, en daarna pas het plot dat bij al dit geweld zou moeten passen. De film werd uiteindelijk geproduceerd door Office Kitano, samen met Bandai Visual, TV Tokyo en Omnibus Japan. De producent suggereerde Kitano geen acteurs te gebruiken die al in zijn eerdere films speelden. In de film zitten dan ook alleen acteurs met wij Kitano niet eerder werkte, hijzelf is de enige die in eerdere films voor komt. De film werd geschoten in CinemaScope tussen 23 augustus en 23 oktober 2009. Onder de filmlocaties waren onder andere de stad Kobe en de provincie Ibaraki.

## Ontvangst
Jesse Cataldo van Slant Magazine gaf Outrage 3,5 uit 4 sterren. Keith Phipps vanThe A.V. Club gaf de film een "C", en ook Kevin Jagernauth van IndieWire waardeerde de film met een "C-". Rob Nelson van Variety omschreef de film als "een prachtig opgezet wonder, dat de cinematografische kwaliteiten van Kitano's opnieuw onderschrijft."

## Soundtrack
Voor de muziek werkte Kitano samen met Keiichi Suzuki voor de complete sountrack van Outrage. Zij werkten al eerder samen aan de Kitano-film Zatoichi.